# Tyrkiet Rundt
Tyrkiet Rundt er et tyrkisk etapeløb i landevejscykling.  Historisk set har løbet ikke haft nogen tiltrækning fra europæiske topryttere, indtil 2006 hvor det blev rangeret som 2.2 i UCI Europe Tour. Løbet er siden vokset og i 2017 kom det med på UCI World Tour-kalenderen. I 2020 rykkede det et niveau ned som 2.Pro som en del af UCI ProSeries. I 2023 rykkede det atter et niveau ned på UCI Europe Tour som 2.1. I 2024 var det igen en del af UCI ProSeries som 2.Pro.

## Vindere
| År                        | Vinder                      | Toer                   | Treer                |
| ------------------------- | --------------------------- | ---------------------- | -------------------- |
| for amatører              |                             |                        |                      |
| 1965                      | Rıfat Çalışkan              |                        |                      |
| 1966                      | Ivan Bobekov                | Dimitar Kotev          | Edward Weckx         |
| 1967                      | Dimitar Kotev               | Rıfat Çalışkan         | Roman Humenberger    |
| 1968                      | Alexandre Kulibin           | Jindřich Marek         | Gainan Saidkhuzhin   |
| 1969                      | Gainan Saidkhuzhin          | Boris Shukhov          | Alexandre Kulibin    |
| 1970                      | Slavcho Nikolov             |                        |                      |
| 1971                      | Constantin Ciocan           |                        |                      |
| 1972                      | Andrzej Karbowiak           |                        |                      |
| 1973                      | Ali Hüryılmaz               |                        |                      |
| 1974                      | Seyit Kırmızı               |                        |                      |
| 1975                      | Ali Hüryılmaz               | André De Wolf          | Yusuf Ecevit         |
| 1976                      | Vladimir Osokin             |                        |                      |
| 1977                      | Vladimir Shapovalov         |                        |                      |
| 1978                      | Vlastibor Konečný           |                        |                      |
| 1979                      | Jiří Škoda                  |                        |                      |
| 1980                      | Juri Kaschirin              |                        |                      |
| 1981                      | Grozyo Kalchev              |                        | Hasan Can            |
| 1982                      | Zbigniew Szczepkowski       | Lechosław Michalak     | Dainis Liepiņš       |
| 1983                      | Mircea Romașcanu            |                        |                      |
| 1984                      | Nentcho Staykov             | Hristo Zaykov          | Jozef Gašpar         |
| 1985                      | Mieczysław Poręba           |                        |                      |
| 1986                      | Jerzy Świnoga               |                        |                      |
| 1987                      | Aleksandr Krasnov           |                        |                      |
| 1988                      | Igor Nechayev               |                        |                      |
| 1989                      | Kanellos Kanellopoulos      |                        |                      |
| 1990                      | Vitali Tolkatchev           | Vadim Kravchenko       | Skip Spangenburg     |
| 1991                      | Róbert Glajza               | Vasile Mitrache        | Michael Glöckner     |
| 1992                      | Stefan Steinweg             |                        |                      |
| 1993                      | Ivan Stanchev               |                        |                      |
| 1994                      | Krystian Zajdel             |                        |                      |
| 1995                      | Andrej Kiviljov             | Vadim Kravchenko       | Serguei Lavrenenko   |
| 1996                      | Dimitar Dimitrov Gospodinov | Ivailo Gabrovski       | Nadir Yavuz          |
| 1997                      | Kholefy El Sayed            |                        |                      |
| 1998                      | Erdinç Doğan                | Igor Bonciucov         |                      |
| 1999                      | Erdinç Doğan                | Georgi Koev            | Ahmed Mohamed Khaled |
| 2000                      | Serguei Lavrenenko          | Vadim Kravchenko       | Hassan Maleki        |
| 2001                      | Mert Mutlu                  | Ghader Mizbani Iranagh | Serguei Lavrenenko   |
| for professionelle        |                             |                        |                      |
| 2002                      | Ghader Mizbani Iranagh      | Daniel Petrov          | Michael Haas         |
| 2003                      | Mert Mutlu                  | Ghader Mizbani Iranagh | Mohamed Abdel Aziz   |
| 2004                      | Ahad Kazemi                 | Hossein Askari         | Svetoslav Tchanliev  |
| 2005                      | Svetoslav Tchanliev         | Martin Prázdnovský     | Evgeniy Gerganov     |
| 2006                      | Ghader Mizbani Iranagh      | Hossein Askari         | Igor Pugaci          |
| 2007                      | Ivailo Gabrovski            | Ján Šipeky             | Hossein Askari       |
| 2008                      | David García Dapena         | José Alberto Benítez   | Pieter Jacobs        |
| 2009                      | Daryl Impey                 | Davide Malacarne       | David García Dapena  |
| 2010                      | Giovanni Visconti           | Tejay van Garderen     | David Moncoutié      |
| 2011                      | Aleksandr Efimkin           | Andrej Zejts           | Thibaut Pinot        |
| 2012                      | Aleksandr Djatsjenko        | Danail Petrov          | Adrián Palomares     |
| 2013                      | Natnael Berhane             | Yoann Bagot            | Maxime Méderel       |
| 2014                      | Adam Yates                  | Rein Taaramäe          | Romain Hardy         |
| 2015                      | Kristijan Đurasek           | Eduardo Sepúlveda      | Jay McCarthy         |
| 2016                      | José Gonçalves              | David Arroyo           | Nikita Stalnow       |
| en del af UCI World Tour  |                             |                        |                      |
| 2017                      | Diego Ulissi                | Jesper Hansen          | Fausto Masnada       |
| 2018                      | Eduard Prades               | Aleksej Lutsenko       | Nathan Haas          |
| 2019                      | Felix Großschartner         | Valerio Conti          | Merhawi Kudus        |
| en del af UCI ProSeries   |                             |                        |                      |
| 2021                      | José Manuel Díaz            | Jay Vine               | Eduardo Sepúlveda    |
| 2022                      | Patrick Bevin               | Jay Vine               | Eduardo Sepúlveda    |
| en del af UCI Europe Tour |                             |                        |                      |
| 2023                      | Aleksej Lutsenko            | Ben Zwiehoff           | Harold Tejada        |
| en del af UCI ProSeries   |                             |                        |                      |
| 2024                      | Frank van den Broek         | Merhawi Kudus          | Paul Double          |